# Lissodendoryx behringi
Lissodendoryx behringi är en svampdjursart som beskrevs av Koltun 1958. Lissodendoryx behringi ingår i släktet Lissodendoryx och familjen Coelosphaeridae. Inga underarter finns listade i Catalogue of Life.